# (24844) 1995 VM1
1995 في أم 1 (ويعرف أيضًا باسم (24844) 1995 في أم 1 وفق تسمية الكوكب الصغير) (بالإنجليزية: 1995 VM1)‏ هو كويكب ضمن حزام الكويكبات؛ وترتيبه 24844 من حيث الاكتشاف.
اكتُشف هذا الجُرم الفلكي بواسطة Kin Endate ‏ في 15 نوفمبر 1995.

## وصلات خارجية
- (24844) 1995 VM1 في قاعدة بيانات مختبر الدفع النفاث لأجرام النظام الشمسي الصغيرة

- الاكتشاف · مخطط المدار ·  العناصر المدارية · المعلمات المادية

- (24844) 1995 VM1 على موقع ويكي سكاي: DSS2, SDSS, GALEX, IRAS, Hydrogen α, X-Ray, Astrophoto, Sky Map, Articles and images